# Dalaqo
Dalaqo là một làng đô thị ở Güləzi thuộc vùng Quba của Azerbaijan.